# 노리부
세종(世宗) 또는 김세종(金世宗, 511년 ~ 588년)은 신라의 귀족으로 신라 진흥왕 및 진평왕 때의 군인이자 정치인이다. 노리부(弩里夫)는 이름의 음을 표기한 것이고, 세종(世宗)은 이름의 뜻을 표기한 것이다. 노종(奴宗), 노부(奴夫), 내부(內夫), 내례부(內禮夫)라고도 한다.

## 생애
금관가야의 마지막 임금인 구형왕(구해왕)의 장남으로, 법흥왕 19년(532년)에 구형왕이 가족과 함께 신라에 귀순하면서 신라의 진골 귀족으로 편입되었다. 이후 신라 조정에서 대아찬(545년), 파진찬(551년), 이찬(568년)을 역임하였다. 진흥왕 12년(551년)에 나제 동맹을 맺은 백제와 신라가 함께 고구려를 공격하여, 백제는 한강 유역을 수복한 뒤 평양까지 이르고 신라는 죽령 이북의 10군을 정복했다. 노리부는 거칠부 등과 함께 여기에 참여하였다. 이후 관산성 전투로 신라와 백제가 적대하게 되어 진지왕 2년(577년) 10월에 백제가 신라를 공격하자, 노리부는 일선군(一善郡) 북쪽에서 백제군을 격파하고 3천 7백여 급을 베는 전공을 세웠다.
진지왕 4년(579년) 7월에 진지왕이 폐위되고 진평왕이 뒤이어 즉위하자, 그해 8월에 노리부는 상대등이 되었다. 이로 미루어 진지왕의 폐위에 노리부가 주도적으로 참여했다고 보는 견해도 있다. 그가 상대등으로 재임하던 시기에는 위화부(位和府), 선부(船府), 조부(調府), 승부(乘府) 등 신라의 중앙 관제가 다수 정비되었다. 진평왕 10년(588년) 12월에 사망하여, 그의 후임으로 이찬 수을부(首乙夫)가 상대등으로 임명되었다. 가야의 왕족인 그가 신라의 재상이 된 것에 대해 상당한 의미를 부여하는 견해가 있다.

## 필사본 《화랑세기》의 노리부와 세종
위서 논란이 있는 필사본 《화랑세기》에서는 노리부와 세종이 서로 다른 인물로 나타난다.

#### 미실의 남편인 풍월주 세종
한편 《화랑세기》의 세종은 신라 화랑도의 6대 풍월주이다. 흔히 이사부로 알려진 태종(苔宗)과 지소태후(只召太后) 사이에서 태어났으며, 미실과 혼인하여 그녀와의 사이에서 두 아들을 두었다. 초명(初名)은 의종(義宗)이다. 어머니 지소태후는 법흥왕의 딸이자 진골정통의 우두머리(宗)로 처음에는 입종과 혼인하고 법흥왕이 죽은 뒤에는 영실과 재혼했다. 입종(사부지)과의 사이에서는 진흥왕이 태어났고, 태종(이사부)과의 사이에서는 세종이 태어났고, 이화랑과의 사이에서는 만호부인이 태어났던 것이다. 이외에도 진흥왕의 왕비 숙명공주를 낳았다
이 때문에 진흥왕은 이부동모(異父同母) 형제인 세종을 항상 곁에 두고 친동생처럼 대우했는데, 세종의 친아버지인 태종(이사부)이 진흥왕을 알현하면서 세종에게도 신하의 예를 갖추어 절을 올리자 세종은 울면서 이를 말렸다. 이 모습을 본 진흥왕은 태종과 세종 사이에 서로 아버지와 아들이라고 부르는 것을 허락했다. 이후 지소태후가 세종의 부인을 정해주고자 귀족 가문의 미녀들을 궁중에 모았는데, 세종은 그 가운데 미실을 가장 마음에 들어했다. 지소태후는 미실이 대원신통으로 자신과 사이가 좋지 않은 남편 영실의 외손녀라는 점이 마음에 들지 않았지만, 세종의 친아버지인 태종(이사부)의 설득에 의해 두 사람의 혼인을 승낙하였다.
한편 미실의 이모인 사도왕후가 진흥왕의 왕비로 있었는데, 지소태후가 진골정통을 잇고자 대원신통인 사도왕후를 모함해서 내치려 하자 미실이 이를 사도왕후에게 누설하면서 모함이 실패로 돌아갔다. 이에 지소태후는 미실을 내치고 진종(眞宗)의 딸 융명(肜明)으로 그 자리를 대신했지만, 세종이 미실을 잊지 못한 나머지 상심하여 앓아눕자 결국 궁 밖에서 사다함과 사통하고 있던 미실을 다시 불러들이고 세종의 아내로 복귀시켰다.
이것이 한 요인이 되어 561년에 사다함이 사망하자, 세종은 그의 유언에 따라 6대 풍월주가 되었다. 하지만 이윽고 미실이 진흥왕, 동륜태자, 설원, 미생과 나란히 정을 통하고 그 힘으로 568년에 원화(源花)를 부활시켰다. 이로 인해 풍월주가 폐지되면서 세종은 외방으로 물러나고, 대신 미실이 원화로서 화랑도를 이끌게 되었다. 그러다가 572년에 동륜태자의 죽음으로 치부가 드러난 미실이 원화 자리에서 물러나고 세종은 다시 풍월주가 되었지만, 이내 미실의 권유에 따라 풍월주의 자리를 설원에게 넘겨주었다.
이후 대원신통인 사도태후와 미실의 지원을 업고 즉위한 진지왕이 지도왕후를 통해 진골정통인 만호부인과 접선하고 설원의 호국선(護國仙)과 화랑 집단을 양분하던 운상인(雲上人)의 수장 문노를 후원하는 등 대원신통에 반하는 모습을 보이자, 미실과 사도태후는 다시 진지왕을 폐위하기로 공모했다. 앞서 미실의 권유에 의해 사도태후와도 정을 통하면서 완전히 대원신통의 일원이 된 세종은 579년에 설원과 함께 화랑 집단을 장악하고, 사도태후의 오라비 노리부와 함께 진지왕을 폐위시킨 뒤 새로이 진평왕을 옹립했다.
만년에 미실과 다시 화합했다고 하고, 그 외의 행적은 나타나지 않는다. 《화랑세기》는 그를 가리켜 온화하고 사려 깊은 인물로 화랑 중의 화랑이며, 화랑의 전형이라고 칭송하고 있다.

### 비판
그러나 이런 필사본 《화랑세기》의 기록은 사학계 일반에서 크게 인정받지 못하고 있다. 《삼국사기》와 《삼국유사》가 서로 교차검증되는 사실이 《화랑세기》에만 다르게 기재되어 있기 때문이다.
- 노리부는 곧 세종의 향찰 표기로 같은 인물의 같은 이름을 다르게 표기한 것이며, 《삼국사기》와 《삼국유사》에서 교차검증된다. 그런데 필사본 《화랑세기》에서는 이를 부정하여 두 사람을 서로 다른 인물로 분리시키고 있는 것이다. 김태식은 자신의 저서에서 '노리부'와 '세종'이 합작해 진지왕을 몰아냈다는 화랑세기의 기록을 가리켜 마치 '거칠부'와 '황종'이 서로 싸웠다고 하는 것처럼 무리한 이야기라고 혹평한 바 있다.[19] 또한 '세종'과 같은 훈차식 한역 표기는 김대문 당대에 사용되던 음차식 향찰 표기와 상충되는 것이라는 문제도 제기된다.[20][21]

- 노리부(세종)이 구형왕의 장남이라는 사실은 《삼국사기》의 노종(奴宗)과 《삼국유사》의 세종(世宗)으로 교차검증된다. 그런데 필사본 《화랑세기》에서는 김유신의 세계에 노리부(세종)의 존재가 누락되어 있다. 이는 《화랑세기》의 기록이 노리부(세종)을 김유신의 계보에서 고의적으로 누락시키고 두 인명을 나누어 사도태후와 지소태후의 계보로 편입한 것임을 시사한다.[14] 《화랑세기》의 사실성을 신빙하는 측에서는 오히려 《삼국유사》의 기록에 문제가 있는 것이라고 주장하나,[22] 금석문과도 교차검증되는 《삼국사기》와 《삼국유사》의 기록이 서지사항에 논란이 있는 《화랑세기》의 기록을 바탕으로 수정되어야 할 근거는 부족하다.[23][24]

## 가계

### 삼국사기,삼국유사
- 조부: 겸지왕(鉗知王, ? ~521 재위:491~521)
- 조모: 숙부인(淑夫人)
  - 아버지: 구형왕(仇衡王, 488 ~ 557 재위: 521~532)
  - 어머니 : 계화부인(桂花夫人)
    - 아들: 김솔지(金率支)

### 화랑세기
- 아버지: 이사부(仇衡王 仇衡 仇亥, 재위: 521~532/562)
- 어머니: 지소태후 계화(桂花夫人 桂花)
  - 아내: 미실궁주 (진흥왕, 진지왕, 진평왕의 후궁)
    - 아들: 하종 (11대 풍월주)
      - 손녀: 영모부인 (김유신의 아내)
      - 손서: 김유신 (15대 풍월주)
        - 증손: 김삼광
        - 증손: 진광부인 - 김흠돌(金欽突)에게 출가
        - 증손: 신광부인 - 문무왕(文武王)의 후궁
        - 증손: 작광부인 - 보로전군(寶路殿君)에게 출가
        - 증손: 영광부인 - 조카 반굴(盤屈)에게 출가

    - 남매: 숙명공주 (진흥왕의 후궁)
      - 조카: 보리공 (12대 풍월주)

## 관련 작품

### 드라마
- 《선덕여왕》(MBC, 2009년, 배우:독고영재, 문회원)[25]

## 참고 자료
- 한국사데이터베이스
- 한국금석문 종합영상정보시스템
- 네이트 한국학 '노리부'[깨진 링크(과거 내용 찾기)]